# 2020년 하계 올림픽 산마리노 선수단
2020년 하계 올림픽 산마리노 선수단은 2021년 일본 도쿄에서 열린 2020년 하계 올림픽에 참가한 올림픽 산마리노 선수단이다.
산마리노는 2020년 도쿄 하계 올림픽에 출전했다. 원래 2020년 7월 24일부터 8월 9일까지 열릴 예정이었던 올림픽은 코로나19 범유행으로 인해 2021년 7월 23일부터 8월 8일로 연기되었다. 이는 산마리노의 15번째 하계 올림픽 출전이었다.
산마리노 최초의 올림픽 메달인 동메달은 여성 트랩 슈터 알레산드라 페릴리(Alessandra Perilli)가 획득했다. 이로 인해 산마리노는 인구 기준으로 올림픽 메달을 획득한 가장 작은 국가가 되었다. 불과 이틀 뒤인 7월 31일, 페릴리(Perilli)와 지안 마르코 베르티(Gian Marco Berti)는 혼합 트랩 사격 종목에서 국가의 두 번째 메달인 은메달을 획득했다. 그 후 산마리노는 8월 5일 86kg 자유형 레슬링 대회에서 마일스 아민이 동메달을 획득하면서 세 번째 메달을 획득했다. 4개 종목에 5명의 경쟁자가 있는 산마리노는 인구당 가장 많은 종합 메달을 획득했다.

## 출전 선수
| 종목   | 남자 | 여자 | 전체 |
| ------ | ---- | ---- | ---- |
| 유도   | 1    | 0    | 1    |
| 사격   | 1    | 1    | 2    |
| 수영   | 0    | 1    | 1    |
| 레슬링 | 1    | 0    | 1    |
| 전체   | 3    | 2    | 5    |

## 같이 보기
- 올림픽 산마리노 선수단